# Tušinskaja
Tušinskaja in russo Тушинская? è una stazione della Metropolitana di Mosca, situata sulla Linea Tagansko-Krasnopresnenskaja. Fu disegnata da I.G. Petukhova e V.P. Kachurinets e fu inaugurata il 30 dicembre 1975.
La stazione fu costruita secondo un design standard modificato, con pilastri in marmo grigio-blu e mura in marmo bianco con fregi a zig-zag. Tušinskaja è una delle stazioni più affollate della rete, in quanto ogni giorno vi transitano circa 111.000 passeggeri (studio del 1999).
Tušinskaja si trova presso la stazione Tušino, sulla linea ferroviaria per Riga.